# Единка
Еди́нка — село в Тернейском районе Приморского края, входит в состав Единкинского сельского поселения.
Село Единка приравнено к районам Крайнего Севера.
На текущий момент село Единка является самым отдаленным населенным пунктом в Приморском крае, имеющим регулярное воздушное сообщение с краевым центром.

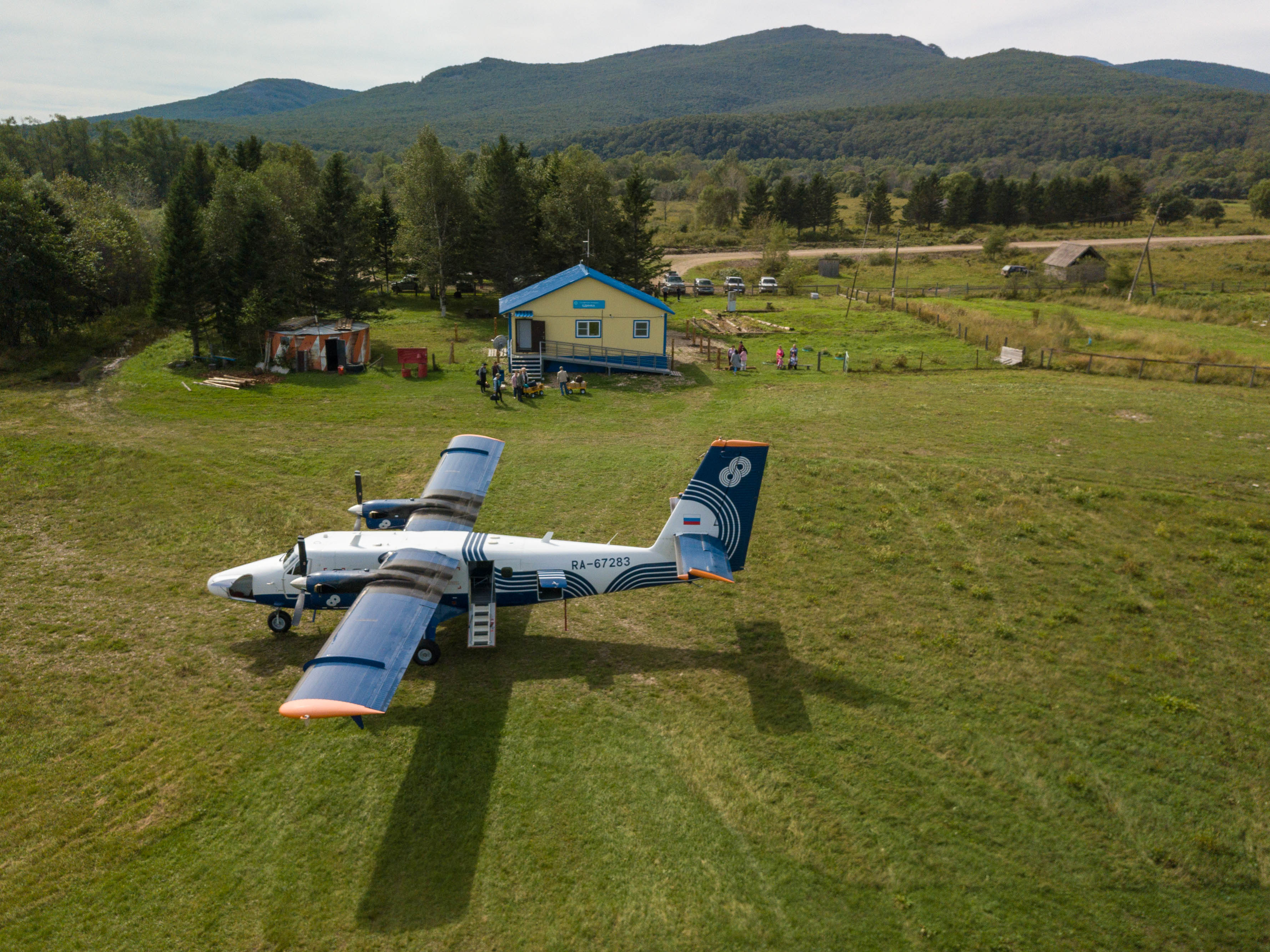
Посадочная площадка в Единке и самолет DHC-6

## География
Село Единка находится на севере Приморского края на берегу Японского моря, стоит на левом берегу реки Единка.
К селу Перетычиха идёт дорога, расстояние около 8 км. Других дорог нет, только лесовозные.
Расстояние до районного центра посёлка Терней по прямой около 300 км, до Владивостока по прямой около 700 км, а по морю более 800 км.
В 14 км на север по берегу моря находится село Самарга.
До посёлка Светлая примерно 100 км (на юг по берегу моря).

## Население
| 1926 | 2002 | 2010 |
| ---- | ---- | ---- |
| 193  | ↘46  | ↘17  |

## Улицы
В селе имеются две улицы: ул. Ключевая и ул. Морская.

## Экономика
Предприятия, занимающиеся заготовкой леса.